# Magdalena Sastre Calafat
Magdalena Sastre Calafat (Palma) és una doctora investigadora en neurociència molecular.
Es va doctorar en Biologia i Ciències de la Salut a la Universitat de les Illes Balears i es formà en Neurociències als Estats Units (a les universitats de Cornell i Nova York) i a Alemanya (universitats de Múnic, Bonn i Frankfurt). Des del 2007 és professora a l'Imperial College de Londres.
Lidera un equip d'investigació que desenvolupà un mètode de prevenció de l'Alzheimer en ratolins, consistent a injectar un virus que transmet un gen específic al cervell (el PGC1-alpha), segons un estudi publicat el 2016 a la revista científica Proceedings of the National Academy of Sciences. El virus s'injectà a dues zones del cervell on es pensa que comença a desenvolupar-se l'Alzheimer (l'hipocamp i el còrtex) i, quatre mesos després, els que havien rebut el gen tenien molt poques plaques amiloides en comparació amb els que no l'havien rebut. Es creu que, en uns anys, es podria fer servir per a prevenir o aturar la malaltia en les seves fases inicials, tot i que la investigadora reconeix que la tècnica encara s'ha d'enfrontar a molts obstacles abans de poder aplicar-se als humans, ja que s'hauria de recórrer a una cirurgia oberta, ja que la mida del lentivirus és massa gran i no pot travessar la barrera hematoencefàlica que recobreix el cervell.
L'any 2017, l'associació Mujeres en Igualdad Mallorca li atorgà un premi per la seva trajectòria com a dona referent a les Balears.
L'any 2018 va ser guardonada amb el Premi Onda Cero Mallorca de Ciència i Investigació pel seu estudi sobre l'Alzheimer.